# Demografická revoluce
Demografická revoluce nebo též demografický přechod, je historický proces převratné změny demografických vlastností společnosti. Charakteristická je především poklesem hrubé míry porodnosti a hrubé míry úmrtnosti. Klesá také kojenecká úmrtnost a zvyšuje se naděje dožití.

## Fáze demografické revoluce

### První fáze
Jako první fáze demografického přechodu se označuje takové období lidských dějin, ve kterém se míry porodnosti i úmrtnosti pohybují na vysokých a stabilních hodnotách. Mnoho lidí se rodí, ale proporcionálně stejné množství jich i umírá. V této fázi se nacházelo lidstvo po většinu své existence až do průmyslové revoluce.

### Druhá fáze
V druhé fázi se postupně snížila úmrtnost, zatímco porodnost si zachovala vyšší úroveň, tj. klesala pomaleji nebo si zachovávala stabilní úroveň. Výslednicí této postupné změny byl zvýšený přirozený přírůstek populace, která druhou fází přechodu procházela. K těmto změnám došlo v důsledku revoluce v zemědělství (agrární revoluce), pokrokem ve výživě, hygieně, ve stabilitě vlády (což znamená méně válek), v lékařských technologiích atd. Nástup druhé fáze se klade zhruba na počátek osmnáctého století pro Anglii, do druhé poloviny téhož století pro Francii, Německo a další země. Rakouské země byly agrární revolucí zasaženy až okolo let 1820 – 1830, Rusko pak o dalších padesát let později.

### Třetí fáze
Zatímco druhá fáze demografického přechodu se vyznačuje poklesem úmrtnosti, hlavním rysem třetí fáze je postupný pokles porodnosti, zatímco hodnoty úmrtnosti se stabilizují. Podle názoru většiny demografů je spouštěcím mechanismem této změny obecně modernizace společnosti a socioekonomický pokrok. Bylo navrženo mnoho vysvětlení pro pokles plodnosti. Mezi nimi hraje urbanizace prominentní roli. Demografickou veličinou, která spouští třetí fázi demografického přechodu, je pak nevratný pokles hladiny plodnosti o 10%. Velmi rychle, většinou v horizontu zhruba třiceti let pak následuje pokles plodnosti z úrovně „přirozené plodnosti“ na úroveň prosté reprodukce nebo dokonce pod ni.

### Čtvrtá fáze
Ve čtvrté fázi se míry porodnosti a úmrtnosti stabilizují na nízké úrovni.
Populace, které procházejí touto fází vývoje, již ukončily bouřlivé období rychlého početního růstu během druhého a třetího stadia demografického přechodu a jejich početní stav se pomalu stabilizuje. Dochází tak k završení populačního vývoje vyspělých zemí. Hodnoty hrubé míry porodnosti i úmrtnosti se nacházejí na podobných úrovních, zhruba 10 – 15 promile. Novinkou je značné demografické stárnutí populace, které s sebou přináší problémy při zajištění odpovídající sociální a zdravotní péče. Naděje dožití se posunuje nad hranici 70 let a u některých populací dokonce překračuje osmdesátku. Kojenecká úmrtnost v průběhu čtvrté fáze přechodu klesá na téměř nulové hodnoty. Naopak výrazně roste úmrtnost v oblasti civilizačních a degenerativních poruch. Toto stadium v podstatě odpovídá definici demografické krize a její překonání je jednou z velkých výzev pro budoucnost lidstva.

### Možná pátá fáze
Ačkoli tradiční model demografického přechodu má pouze čtyři fáze, existují modely zahrnující pátou (budoucí) fázi. Ta spočívá buď ve zvýšení porodnosti nebo naopak jejím snížení. Autoři článku z roku 2009 v časopise Nature tvrdí, že u zemí s velmi vysokým indexem lidského rozvoje nastává zvýšení porodnosti. V mnoha velmi vyspělých zemích se úhrnná plodnost v současnosti blíží hranici dvou dětí na ženu, ačkoli jsou zde významné výjimky, např. Německo a Japonsko. 

## Typy demografické revoluce
Obvykle se průběh revoluce rozděluje do dvou a více fází. Podle toho, jak jsou synchronizovány změny porodnosti a úmrtnosti v průběhu obou fází demografické revoluce, rozlišujeme tři její typy:

### Francouzský typ
U tohoto typu dochází k poklesu porodnosti a k zlepšování úrovně úmrtnosti téměř současně v obou fázích revoluce. Důsledkem je relativně malý růst populace.

### Anglický typ
U tohoto typu se úmrtnost zlepšuje v obou fázích, porodnost však v první fází neklesá, stagnuje, což má za důsledek dosti značný nárůst populace. V druhé fázi pak porodnost rychle klesá.

### Japonsko-mexický typ
U tohoto typu dochází ke snižování úmrtnosti v obou fázích, nicméně porodnost v první fázi dokonce stoupá. Tento typ je charakteristický pro rozvojové země. Nárůst porodnosti v první fázi tohoto typu demografické revoluce se vysvětluje několika způsoby:
- Jedná se o důsledek zlepšení hygieny, zdravotní péče a v důsledku toho zlepšení celkového zdravotního stavu obyvatelstva
- Jedná se o zpožděnou reakci demografického chování na změny vnějších podmínek
- Nejedná se o skutečné zvýšení porodnosti, jen o zlepšení její evidence

V druhé fázi porodnost klesá.
U tohoto typu dochází k dosti velkému početnímu růstu populace. Tento typ demografické revoluce také většinou trvá kratší dobu. Jedná se o konkrétní příklad obecného pravidla, které říká, že čím později demografická revoluce začíná, tím kratší má průběh.

## Populační exploze
Pojem demografické revoluce je často mylně ztotožňován s populárním pojmem populační exploze. Nicméně jak je vidět, demografická revoluce nemusí mít za následek nijak dramatický nárůst počtu obyvatel (viz francouzský typ). Demografická revoluce není problematická sama o sobě. Její důsledky ale mohou přinést potíže, když se s nimi určitý stát nebo země nedokáže vyrovnat sociálně či ekonomicky.